# 林德山 (伯爾尼山)
46°24′48.8″N 7°39′12.6″E / 46.413556°N 7.653500°E

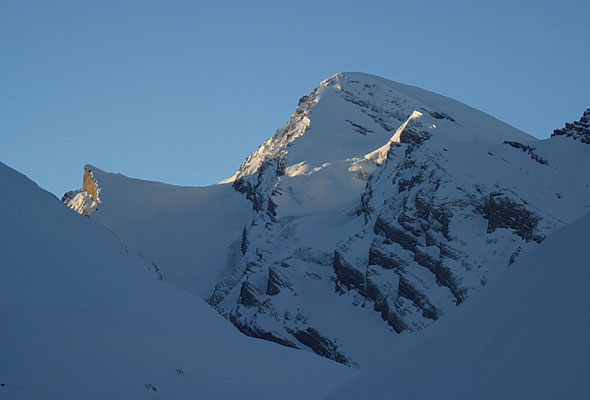

林德山（Rinderhorn），是瑞士的山峰，位於該國西南部，由瓦萊州負責管轄，屬於伯爾尼山的一部分，俯瞰洛伊克巴德，海拔高度3,448米，每年平均降雨量1,585毫米。